# Bålsta station
Bålsta är en järnvägsstation belägen i Bålsta i Håbo kommun, Uppsala län, 45,3 km från Stockholm C. Stationen har två separata plattformar, en för fjärr- och regionaltåg och en för Stockholms pendeltåg. 
Fjärrtågsdelen har två spår och en mittplattform, uppe på en hög banvall. Där stannar regionaltåg på sträckan Göteborg-Hallsberg-Västerås-Stockholm. Vid plattformens södra ände finns entré och biljetthall till pendeltågsdelen som består av ett spår och en sidoplattform som är den norra ändstationen för en linje i Stockholms pendeltågsnät med cirka 2 000 påstigande och ungefär lika många avstigande på vintervardagar.
Fram till 2018 fanns en vänthall, till sitt yttre lik ett stationshus, nedanför banvallens södra sida. Vänthallen revs i maj 2018, inom ramen för en centrumförnyelse. En ny busstation togs i bruk i januari 2021.

## Historik
Bålsta fick järnvägsstation 1876, genom öppnandet av Stockholm-Västerås- Bergslagens järnväg. Persontrafiken fanns kvar fram till 1972, då stationen lades ner. Stationshuset finns kvar, cirka 1½ kilometer väster om nuvarande järnvägsstation, invigd 1996.  
Att Bålsta återfick persontrafik på järnväg berodde på den utökade regionaltågstrafiken på Mälarbanan. År 2001 förlängdes dessutom Stockholms pendeltågstrafik till Bålsta.

## Galleri

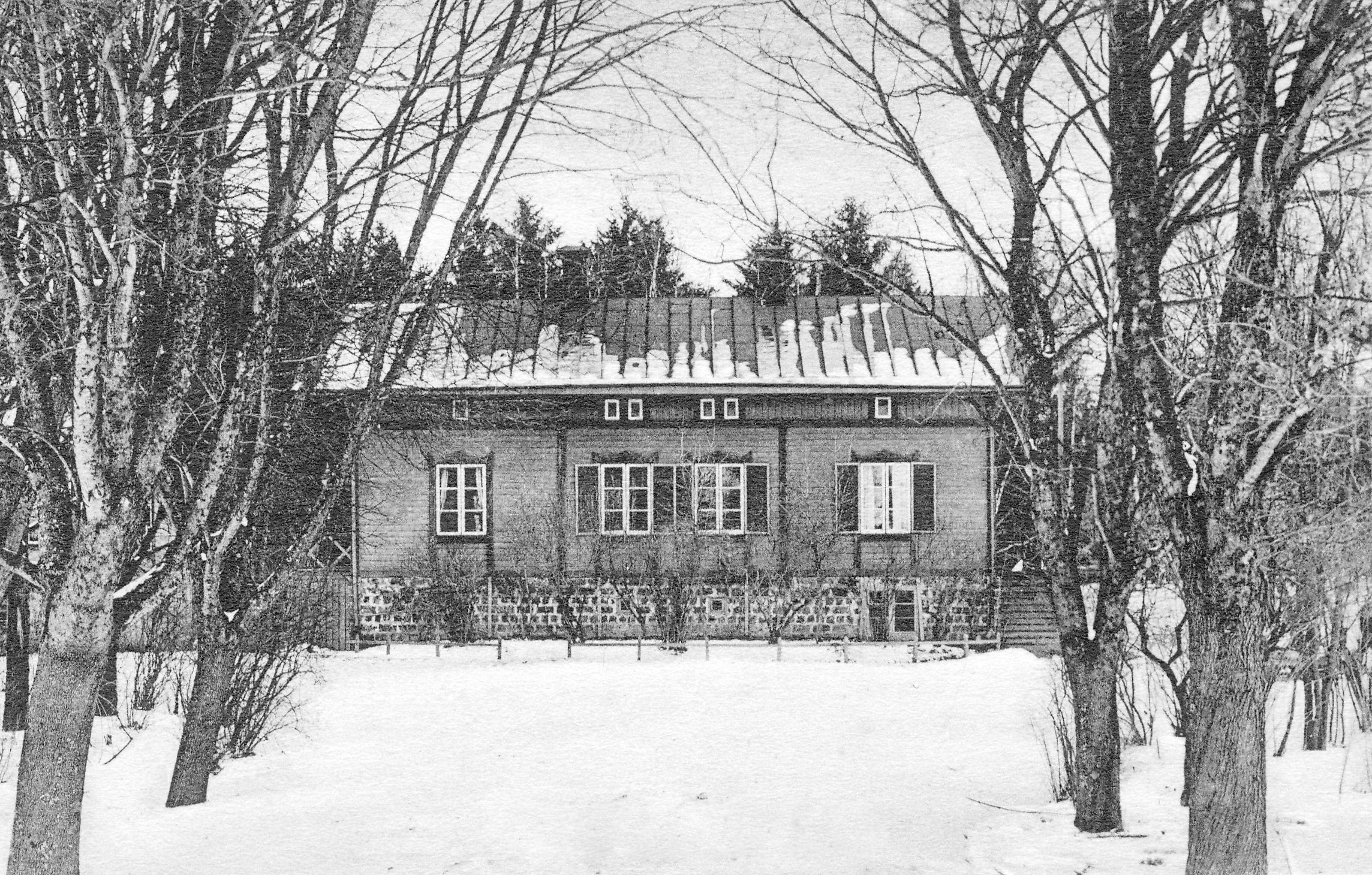
Gamla järnvägsstationen i Bålsta
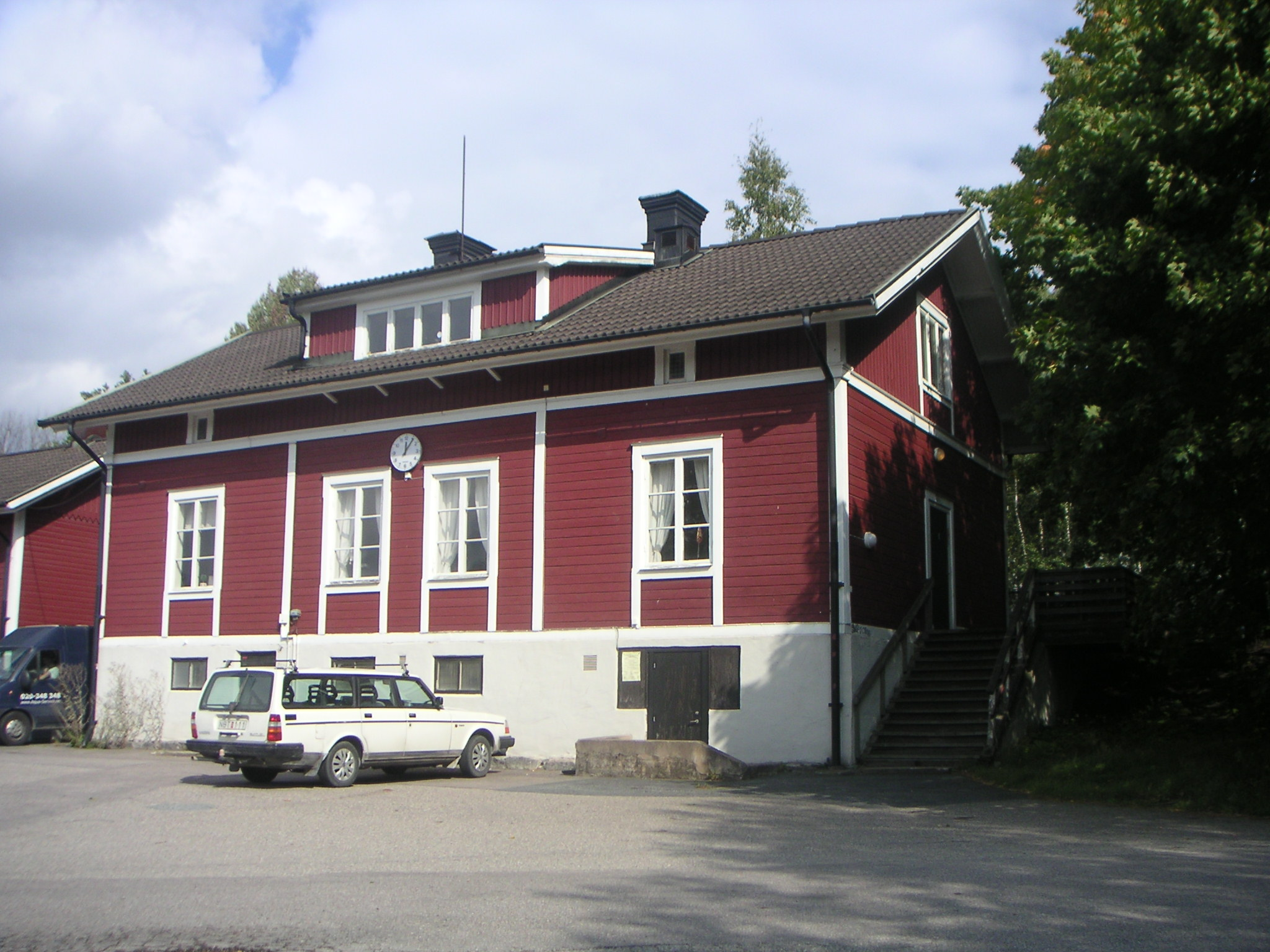
Gamla järnvägsstationen i Bålsta
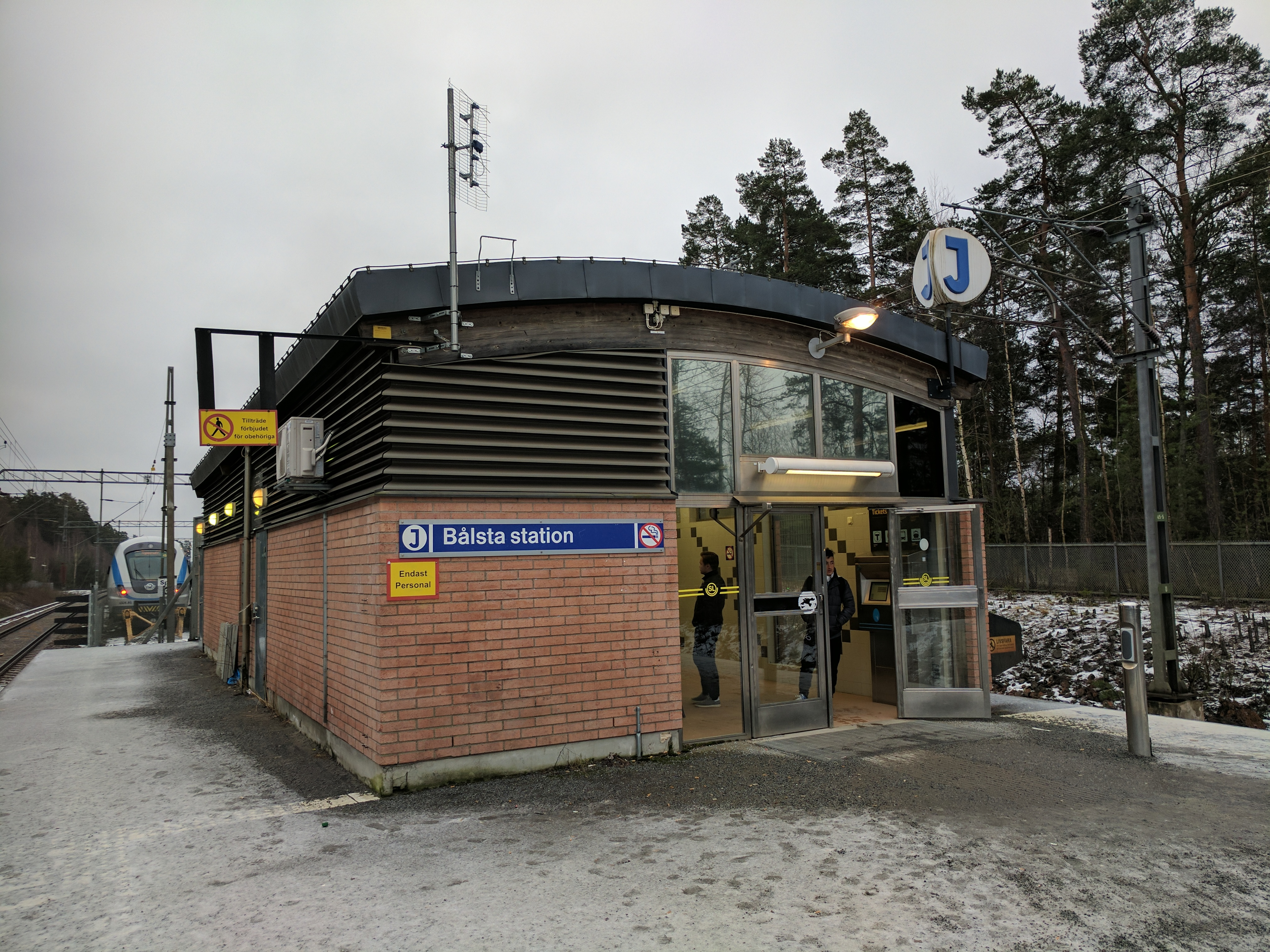
Pendeltågsingången
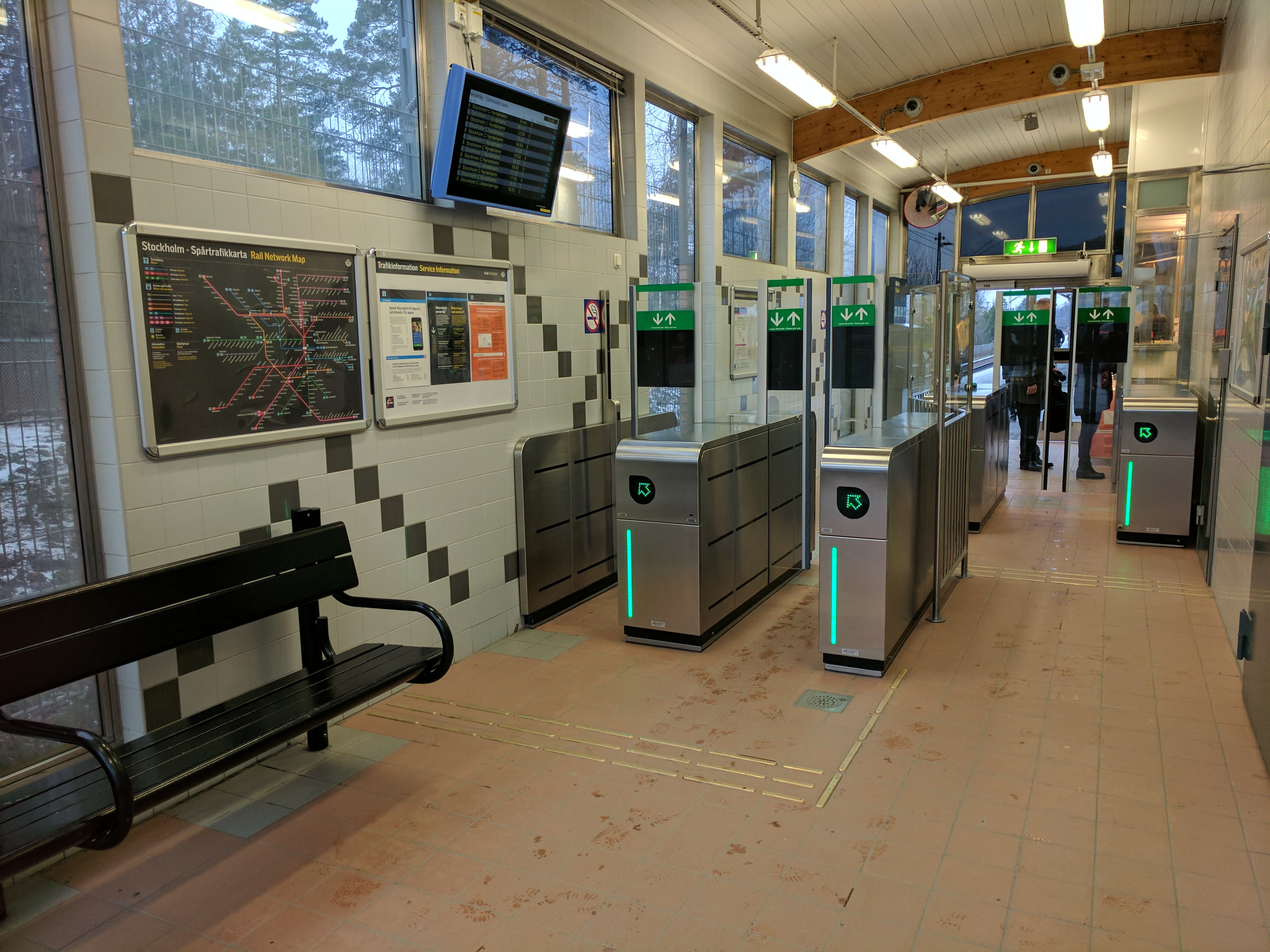
Spärr- och vänthallen
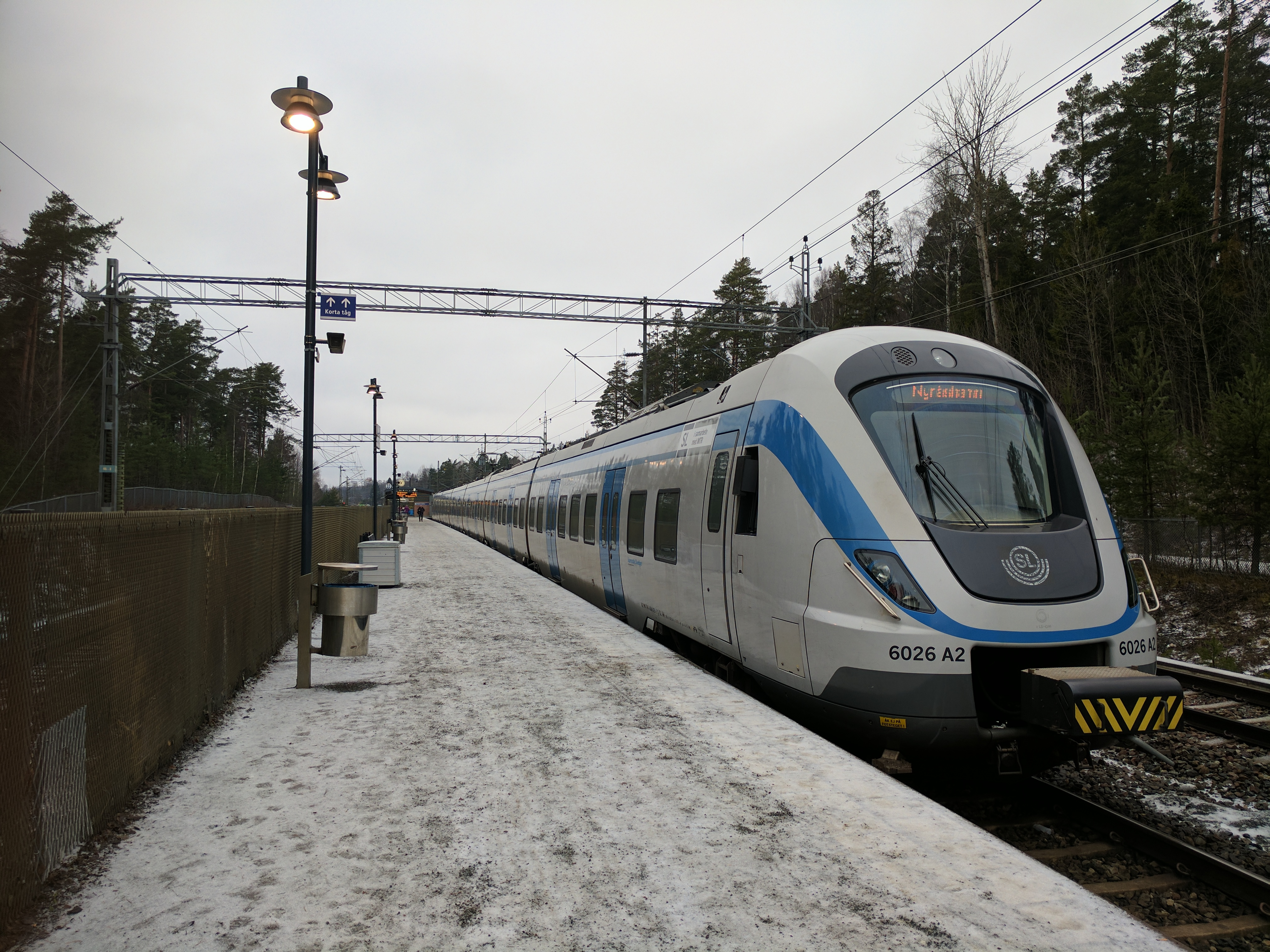
X60 i Bålsta
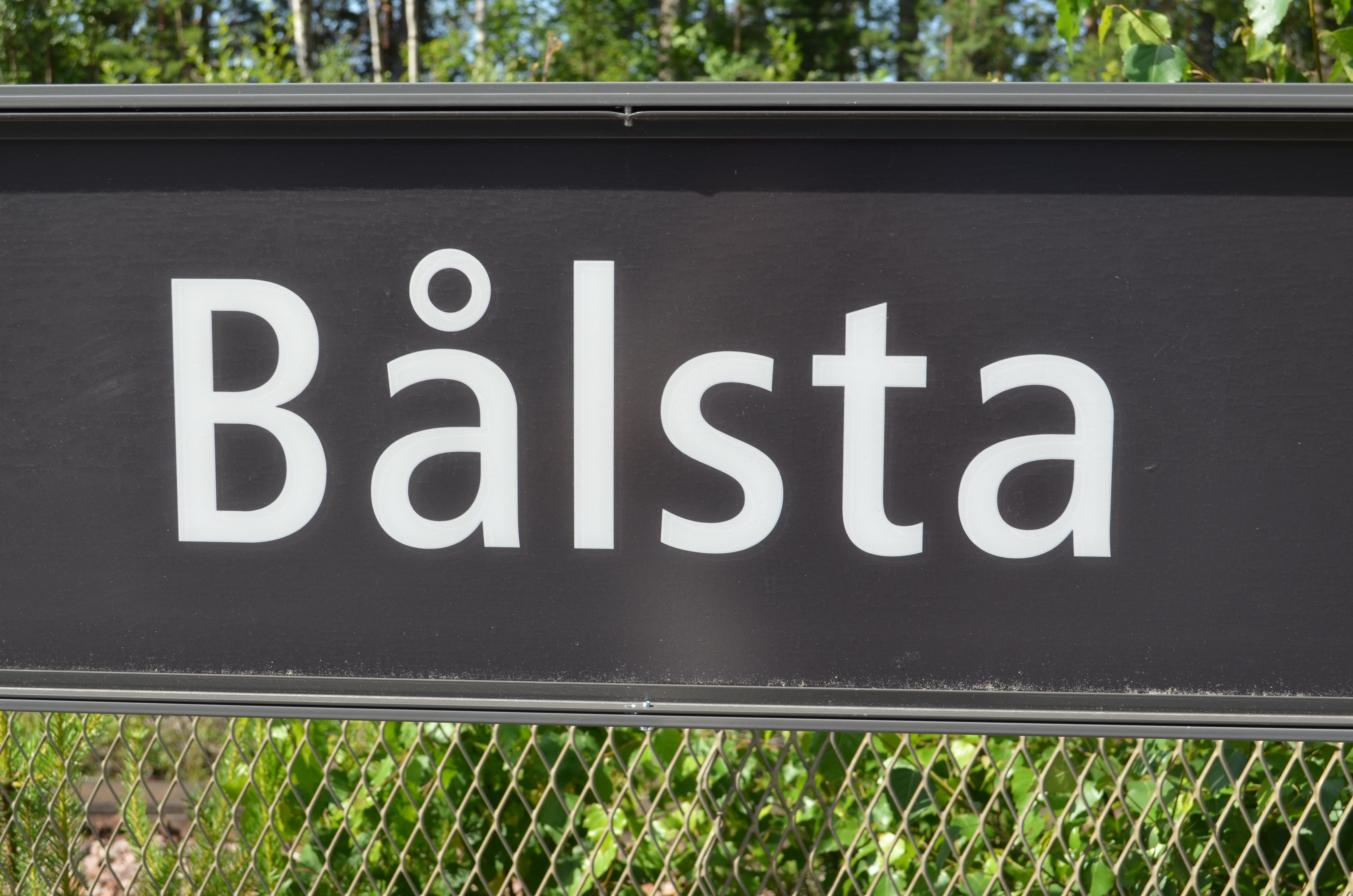
Stationsskylt